# Maureen Watt

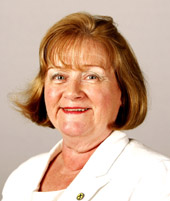
Maureen Watt

Maureen Watt (* 23. Juni 1951 in Aberdeen) ist eine schottische Politikerin und Mitglied der Scottish National Party (SNP). Sie ist verheiratet und zweifache Mutter.
Watt wuchs auf einem Bauernhof nahe Keith auf. Sie besuchte die Keith Grammar School und schloss anschließend ihr Politikstudium an der Universität von Strathclyde als Bachelor ab. Sie erwarb die Lehrbefugnis an der Universität Birmingham und war anschließend an verschiedenen Orten als Lehrerin tätig. Später wechselte sie in die Ölwirtschaft.

## Politischer Werdegang
Bei den Schottischen Parlamentswahlen 1999 bewarb sich Watt um das Direktmandat des Wahlkreises West Aberdeenshire and Kincardine. Sie erhielt hinter dem Liberaldemokraten Mike Rumbles und dem Konservativen Ben Wallace die dritthöchste Stimmenanzahl und verpasste damit den Einzug in das neugeschaffene Schottische Parlament. Bei den Parlamentswahlen 2003 kandidierte sie im Wahlkreis Aberdeen South und erhielt den viertgrößten Stimmenanteil. Am 21. März 2006 verstarb die Abgeordnete des Wahlkreises Moray, Margaret Ewing, weshalb am 27. April 2006 Nachwahlen in diesem Wahlkreis stattfanden. Um bei dieser Wahl kandidieren zu können, gab der SNP-Abgeordnete der Wahlregion North East Scotland, Richard Lochhead, sein Mandat zurück. Bis zum Ende der Legislaturperiode rutschte Watt auf diese Position nach und zog somit erstmals in das Schottische Parlament ein. Watt war die erste Parlamentarierin, die ihren Eid im nordostschottischen Dialekt ablegte. Bei den folgenden Parlamentswahlen 2007 kandidierte Watt abermals im Wahlkreis Aberdeen South, konnte sich aber nicht gegen den Mandatsinhaber Nicol Stephen durchsetzen. Sie wurde jedoch erstmals nach einer Wahl als Vertreterin der Region North East Scotland in das Parlament entsandt. Im neuen Kabinett wurde Watt zur Staatssekretärin für Schulen unter der Ministerin Fiona Hyslop bestellt und trat im Februar 2009 zurück. Im Zuge der Wahlkreisreform wurde der Wahlkreis Aberdeen South aufgelöst und weitgehend durch den neugeschaffenen Wahlkreis Aberdeen South and North Kincardine ersetzt, für welchen Watt bei den Parlamentswahlen 2011 kandidierte. Sie erhielt den höchsten Stimmenanteil und errang somit erstmals ein Direktmandat.